# Iannas
Iannas war ein altägyptischer König (Pharao) der Zweiten Zwischenzeit, welcher von ca. 1594 bis um 1574 v. Chr. regierte. Nach der Überlieferung Manethos (nach Josephus) war er der vierte Herrscher der 15. Dynastie. Traditionell wird er mit Chajan gleichgesetzt, wohingegen W. A. Ward ihn mit Scheschi identifiziert. Ein 1981 veröffentlichtes Inschriftenfragment nennt einen Sohn des Chajan namens Jinassi, in dem vielleicht der Iannas von Manetho gesehen werden muss.